# Gelatinella
Gelatinella is een monotypisch mosdiertjesgeslacht uit de  familie van de Plumatellidae en de orde Plumatellida

## Soorten
- Gelatinella toanensis (Hozawa & Toriumi, 1940)